# マレーハコガメ
マレーハコガメ (Cuora amboinensis) は、爬虫綱カメ目イシガメ科ハコガメ属に分類されるカメ。ハコガメ属の模式種。

## 分布
インド北東部（ニコバル諸島含む）、インドネシア、カンボジア、シンガポール、タイ王国、バングラデシュ、フィリピン、ブルネイ、ベトナム、マレーシア、ラオス
模式標本の産地（基準産地・タイプ産地・模式産地）は、アンボン島（インドネシア）。種小名amboinensisは「アンボン産の」の意。ハコガメ属およびイシガメ科で、最も広域に分布する。

## 形態
最大甲長21.6センチメートル。オスよりも、メスの方が大型になる。背甲は上から見ると楕円形や卵型。縁甲板の後縁は、尖らない。背甲の色彩は黒や暗褐色。腹甲の後端には、切れこみが入らない。ハコガメ属内でも蝶番が発達し、腹甲を折り曲げる事で背甲と腹甲後部の隙間をほぼ塞ぐ事ができる。腹甲の色彩は黄色や淡黄色で、甲板ごとに暗色斑が1つ入る。
頭部は小型で、吻端は尖らない。下顎の先端は、わずかに鉤状になる個体が多い。頭部の色彩は褐色や暗褐色・黒で、左右に3本ずつ（頭部背面、眼窩、吻端から上顎・頸部にかけて）黄色の筋模様が入る。
卵は長径4 - 4.6・短径3 - 3.4センチメートルとやや細長いか、長径5.7 - 5.8センチメートル・短径2.5 - 3.1センチメートルと細長い。孵化直後の幼体は、甲長3.8 - 4.7センチメートル。

## 分類
基亜種の変異が大きいこと・基亜種と亜種ジャワハコガメの分布の境界が不明瞭なこと・亜種ジャワハコガメの定義が基亜種と亜種シャムハコガメの中間型という定義しかないこと・亜種ビルマハコガメの有効性を疑問視する説もあることなど、分類上の問題がある。
以下の亜種の分類は、Turtle Taxonomy Working Group(2017)に従う。和名や亜種の分布・形態は、安川(2000)に従う。
Cuora amboinensis amboinensis (Riche in Daudin, 1801) アンボイナハコガメ East Indian box turtle
インドネシア（スラウェシ島、スンバワ島、ティモール島、モルッカ諸島）、フィリピン（パラワン島周辺を除く）
背甲は扁平で、幅が広い。キールは老齢個体でも椎甲板に残る個体が多く、肋甲板にも一部だが残る個体が多い。腹甲の暗色斑は大型。腹甲中央部に大型かつ不鮮明な、楕円形の褐色斑が入る個体もいる。
Cuora amboinensis couro (Lechenault in Schweigger 1812) ジャワハコガメ Indonesian box turtle, West Indonesian box turtle
インドネシア（ジャワ島、スマトラ島やその周辺の島嶼）。模式産地はジャワとされる。
背甲はやや盛り上がる。キールは老齢個体でも、第2 - 5椎甲板に残る個体が多い。腹甲の暗色斑はやや小型。腹甲中央部に大型かつ不明瞭な、不定形の斑紋が入る個体もいる。
Cuora amboinensis kamaroma Rummler & Fritz, 1991 シャムハコガメ Malayan box turtle, Southeast Asian box turtle
インド（ニコバル諸島含む）、インドネシア（ボルネオ島）、カンボジア、シンガポール、タイ王国、バングラデシュ、フィリピン（パラワン島周辺）、ブルネイ、ベトナム、マレーシア、ラオス。模式産地はバンコク周辺。
背甲はドーム状に盛り上がり、幅が狭い。キールは消失するか、第4 - 5椎甲板にわずかに残る。腹甲の暗色斑は小型。腹甲中央部に小型かつ不鮮明な、褐色斑が入る個体もいる。
Cuora amboinensis liniata Mccord & Philippen, 1998 ビルマハコガメ Burmese box turtle, Mymmer box turtle
ミャンマー
背甲はドーム状に盛り上がる。キールは消失するか、第4 - 5椎甲板にわずかに残る。キールのあった場所に、薄灰色やオリーブ色の筋模様が入る個体もいる。腹甲の暗色斑は小型。腹甲中央部に小型かつ不鮮明な、褐色斑が入る個体もいる。

## 生態
熱帯雨林気候やサバナ気候の地域にある、主に標高500メートル以下の平地や丘陵にある流れの緩やかな河川・池沼・湿地・水路の周辺などに生息し、底質が泥で水生植物の繁茂する止水域やその周辺を好む。河口周辺にあるマングローブ林などでみられることもあり、水田や溜め池・用水路・プランテーションなどの人為的な影響が大きい環境でもみられることもある。属内でも最も水棲傾向が強く（特に幼体）、よく水に入り泳ぎも上手い。昼行性だが、水温が高い日は薄明薄暮性傾向が強くなることもある。
陸生植物や水生植物・水草の葉、果物、キノコ、藻類、昆虫、節足動物、甲殻類、巻貝類、魚類、両生類の幼生などを食べる。水中でも陸上でも採食を行う。成体は植物質を好むが、幼体は成体と比較すると動物食傾向が強い。
繁殖様式は卵生。飼育下では1回に1 - 5個（通常2-3個）の卵を、年に2 - 4回に分けて産んだ例がある。卵は26℃で79日、28 - 29℃で74 - 78日、30.5 - 31℃で47日で孵化した例がある。

## 人間との関係
食用や薬用の乱獲、ペット用の採集、アブラヤシによる水質汚染などにより、生息数は減少している。1991年にはスラウェシ島だけで200,000頭が食用に輸出され、アメリカ合衆国にはペット用として1994 - 1997年にかけて年あたり5,000 - 9,000頭が輸入されていた。2000年にハコガメ属単位で、ワシントン条約附属書IIに掲載された。
ペットとして飼育されることもあり、日本にも輸入されている。主にインドネシアから幼体が輸入されているが、正規輸出された個体も密輸された個体も含まれていると考えられている。古くはタイ王国やフィリピンから輸入されていたが、タイ王国では爬虫類の輸出が禁止されフィリピンは政情不安により輸出が停止した。

## 画像

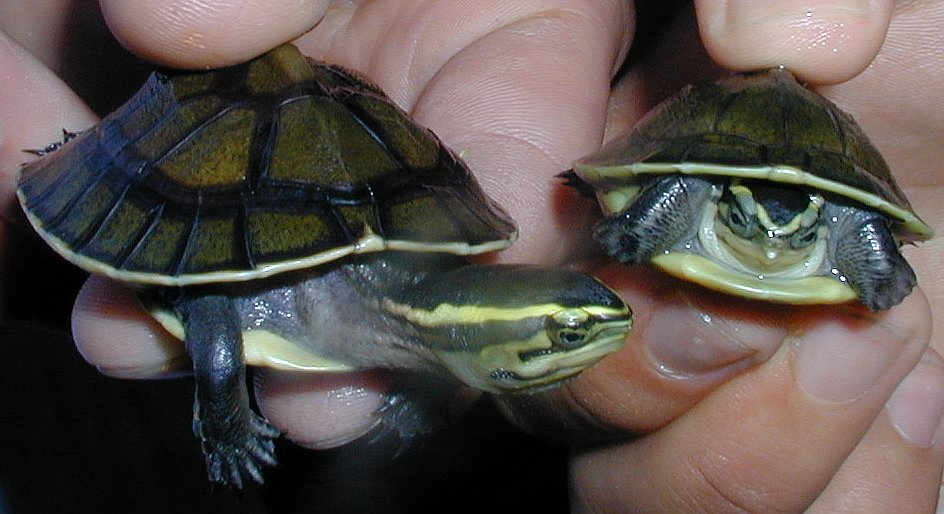
亜種シャムハコガメの幼体 C. a. kamaroma